# إدارة السلامة الوطنية على الطرق العامة
الإدارة الوطنية للسلامة على الطرق السريعة بالإنجليزية (National Highway Traffic Safety Administration) تعرف اختصارًا (NHTSA)، هي وكالة تابعة للفرع التنفيذي لحكومة الولايات المتحدة، وهي جزء من وزارة النقل الأمريكية. وتصف مهمتها بأنها «إنقاذ الأرواح، ومنع الإصابات، والحد من حوادث المركبات ذات الصلة.»
كجزء من أنشطتها، يتم تكليف الإدارة الوطنية للسلامة على الطرق السريعة بكتابة وتطبيق معايير سلامة المركبات الآلية الفيدرالية بالإضافة إلى اللوائح الخاصة بمنع سرقة السيارات والاقتصاد في استهلاك الوقود، أيضًا تمنح التراخيص لصانعي السيارات والمستوردين، كما تسمح أو تمنع استيراد السيارات وقطع غيار المركبات، وتطور مجسمات الدمى المستخدمة في اختبارات السلامة، فضلا عن بروتوكولات الاختبار الذاتي، وتوفر معلومات حول تكلفة التأمين على المركبات. وقد وضعة الوكالة عددًا من القوانين التنظيمية للحد من انبعاثات الغازات المسببة لظاهرة الاحتباس الحراري.
من الأنشطة الرئيسية الأخرى التي تقوم بها الإدارة الوطنية للسلامة على الطرق السريعة إنشاء ومعالجة البيانات التي يحتفظ بها المركز الوطني للإحصاء والتحليل.